# Rómulo Caicedo
José Rómulo Caicedo Muñetón (Girardot, Cundinamarca, 17 de febrero de 1929-Villa del Rosario, Norte de Santander, 23 de diciembre de 2007), más conocido como Rómulo Caicedo, fue un cantautor, compositor y guitarrista colombiano, considerado como uno de los mejores intérpretes y cantautores.

## Biografía

### Primeros años
Rómulo Caicedo nació el 17 de febrero de 1929 en el municipio de Girardot en el departamento de Cundinamarca.
Rómulo Caicedo no terminó sus estudios primarios y siendo todavía un niño, comenzó a trabajar como esclavo en las fincas. Posteriormente fue obrero en construcciones y conductor de bus en Medellín.

### Trayectoria
Su talento musical la inició tocando dulzaina y formó parte del trío Los Cumbancheros. Luego se incursionó en vallenato, merengue y posteriormente a la música popular colombiana gracias a la influencia del autor Edmundo Arias, del cual la composición Pajarito ribereño, fue la primera que grabó en disco de acetato y que le abrió las puertas al mundo del espectáculo.

### Vida personal
Estuvo casado con Carmen Ortiz y no tuvieron hijos.

### Fallecimiento
Rómulo Caicedo murió el 23 de diciembre de 2007 a los 78 años, como consecuencia de una afección pulmonar, en el municipio de Villa del Rosario en el departamento de Norte de Santander.

## Discografía

### Sencillos
- Pajarito ribereño
- Veinte años Menos
- Andate
- Mi Dicha
- Por última vez
- Ven Pajarillo
- Perdido en las Copas
- Inesita
- Y no es que me arrepienta